# Muktar Edris
Muktar Edris (ur. 14 stycznia 1994) – etiopski lekkoatleta specjalizujący się w biegach długich.
Czwarty zawodnik biegu na 10 000 metrów z juniorskich mistrzostw Afryki w 2011. W 2012 został mistrzem świata juniorów w biegu na 5000 metrów.
Uczestnik przełajowych mistrzostw świata (Punta Umbría 2011 – 7. miejsce w rywalizacji juniorów i srebro w rywalizacji drużynowej) oraz mistrzostw Afryki w biegach na przełaj (Kapsztad 2012 – złoty medal w biegu juniorów). Złoty i brązowy medalista mistrzostw świata w biegach przełajowych z Bydgoszczy (2013). W 2017 zdobył złoto w drużynie seniorów na światowym czempionacie w biegach na przełaj w Kampali. Złoty medalista mistrzostw świata w Londynie (2017) w biegu na 5000 metrów. W 2019 w Doha obronił tytuł mistrzowski.
Złoty medalista mistrzostw kraju.
Rekordy życiowe: bieg na 5000 metrów – 12:54,83 (21 sierpnia 2014, Sztokholm); bieg na 10 000 metrów – 27:17,18 (17 czerwca 2015, Hengelo); bieg na 10 kilometrów – 27:57 (22 kwietnia 2019, Dongio).

## Osiągnięcia
| Rok  | Impreza                                   | Miejsce        | Konkurencja         | Pozycja     | Wynik    |
| ---- | ----------------------------------------- | -------------- | ------------------- | ----------- | -------- |
| 2011 | Mistrzostwa świata w biegach przełajowych | Punta Umbría   | bieg juniorów       | 7. miejsce  | 22:44    |
| 2011 | Mistrzostwa Afryki juniorów               | Gaborone       | bieg na 10 000 m    | 4. miejsce  | 28:44,95 |
| 2012 | Mistrzostwa Afryki w biegach przełajowych | Kapsztad       | bieg juniorów       | 1. miejsce  | 23:30    |
| 2012 | Mistrzostwa świata juniorów               | Barcelona      | bieg na 5000 m      | 1. miejsce  | 13:38,95 |
| 2013 | Mistrzostwa świata w biegach przełajowych | Bydgoszcz      | bieg juniorów       | 3. miejsce  | 21:13    |
| 2013 | Mistrzostwa świata w biegach przełajowych | Bydgoszcz      | drużyna juniorów    | 1. miejsce  |          |
| 2013 | Mistrzostwa świata                        | Moskwa         | bieg na 5000 m      | 7. miejsce  | 13:29,56 |
| 2015 | Mistrzostwa świata w biegach przełajowych | Guiyang        | bieg seniorów       | 3. miejsce  | 35:06    |
| 2015 | Mistrzostwa świata w biegach przełajowych | Guiyang        | drużyna seniorów    | 1. miejsce  |          |
| 2015 | Mistrzostwa świata                        | Pekin          | bieg na 10 000 m    | 10. miejsce | 27:54,47 |
| 2016 | Igrzyska olimpijskie                      | Rio de Janeiro | bieg na 5000 m      | –           | DQ       |
| 2017 | Mistrzostwa świata w biegach przełajowych | Kampala        | bieg seniorów       | 6. miejsce  | 28:56    |
| 2017 | Mistrzostwa świata w biegach przełajowych | Kampala        | drużyna seniorów    | 1. miejsce  |          |
| 2017 | Mistrzostwa świata                        | Londyn         | bieg na 5000 metrów | 1. miejsce  | 13:32,79 |
| 2019 | Mistrzostwa świata                        | Doha           | bieg na 5000 metrów | 1. miejsce  | 12:58,85 |
| 2022 | Mistrzostwa świata                        | Eugene         | bieg na 5000 metrów | 13. miejsce | 13:24,67 |